# Yongam-myeon
Yongam-myeon (koreanska: 용암면)  är en socken  i kommunen Seongju-gun i provinsen Norra Gyeongsang, i den centrala delen av Sydkorea, 230 km sydost om huvudstaden Seoul.